# Mitologia japońska
Mitologia japońska – zbiór tradycyjnych mitów, legend i ludowych opowieści Japończyków stanowiących podstawę religii shintō i często opartych lub wywodzących się z mitologii chińskiej oraz buddyzmu.
Do VI wieku n.e. w Japonii uprawiano różne kulty animistyczne. Gdy od tamtego momentu w Japonii zaczął się szerzyć buddyzm, dla odróżnienia od tej nowej religii, bukkyō (jap. 仏教 nauczania Buddy), stare wierzenia nazwano shintō, stosując do tego złożenie chińskich znaków oznaczających drogę bogów. W ciągu wieków między obiema religiami zachodził synkretyzm religijny  – wielu Japończyków bierze dziś ślub w obrządku shintō, pogrzeby zaś odprawiane są w obrządku buddyjskim (patrz: synkretyzm shintō-buddyjski). 

## Powstanie świata

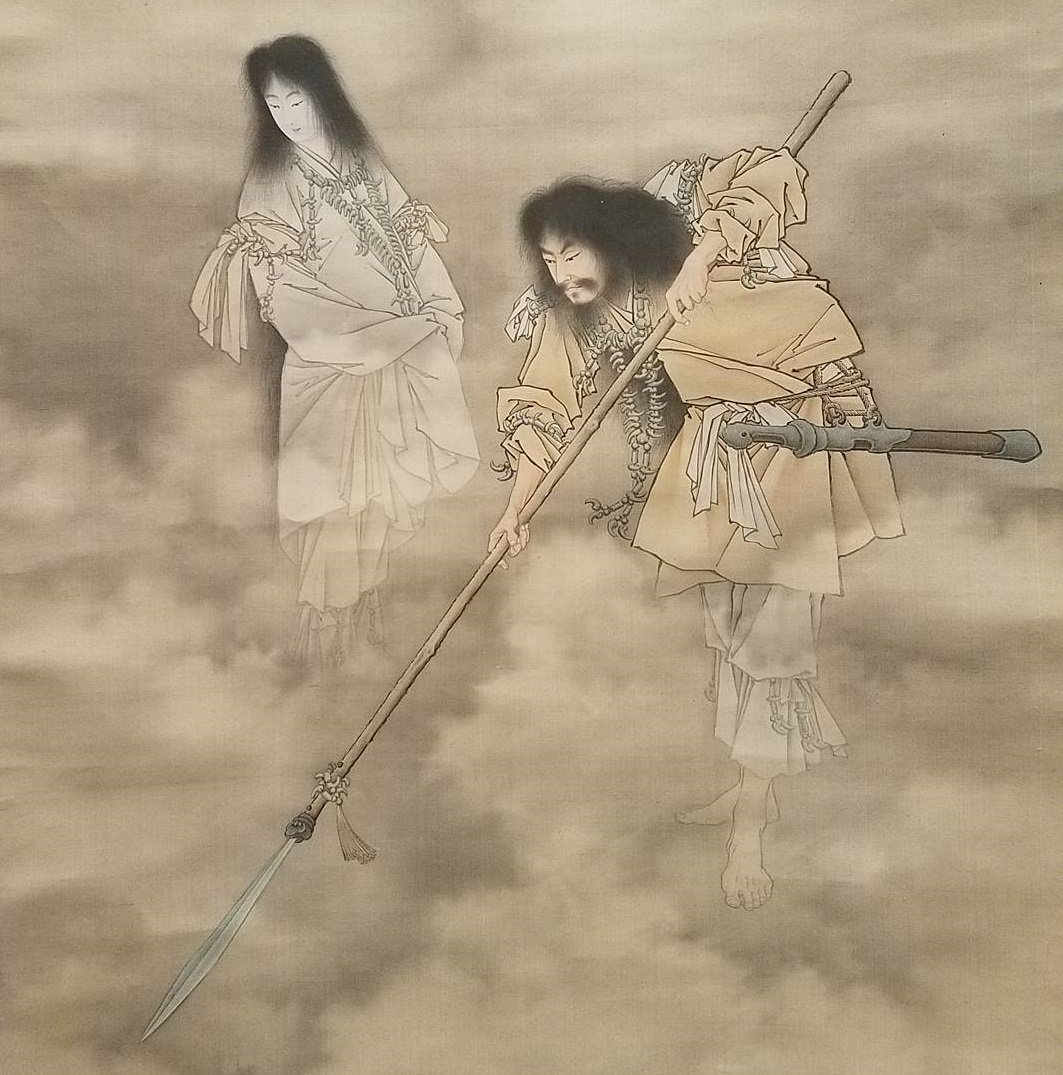
Izanagi tworzący ląd przy użyciu naginaty, obok niego widoczna Izanami; fragment obrazu z okresu Meiji autorstwa Kobayashi Eitaku

W mitologii japońskiej, podobnie jak w mitologii greckiej, na początku był chaos. Żeńskość i męskość (me i o, japońskie odpowiedniki yin i yang) nie były od siebie rozdzielone. Żywioły również były ze sobą zmieszane. Materia rozdzieliła się, gdy jej ciężka część utworzyła ziemię, a lekka niebo. Według Kojiki pierwszymi trzema bóstwami były: Amenominakanushi, Takamimusubi i Kamimusubi. Gdy ziemia jest jeszcze miękka lub wręcz płynna wyłania się z niej miskant chiński, z którego zaś powstaje odpowiedzialny za kształtowanie lądu bóg Kuni-soko-tatsino-mikoto. Po nim powstaje kolejny bóg oraz bogini, którzy wypalają błotnistą i piaszczystą ziemię utwardzając ją. Następnie bóg Iza-na-gi oraz bogini Iza-na-mi tworzą wyspy poprzez zanurzenie naginaty Ama no Nuboko w błotnistej wodzie. Japoński mit o stworzeniu świata nazywa się Tenchi-kaibyaku. 

## Panteon
Niewiele ważnych imion postaci z mitologii przetrwało próbę czasu. Wiele bóstw ma również bardzo małą rolę, tzw. kami mogą stanowić zaledwie pojedynczy obiekt, np. drzewo, górę albo kamień. Oto ważniejsze z tych mitycznych postaci, które się ostały:
Amaterasu – naczelne bóstwo panteonu shintoistycznego. Bogini zrodzona z lewego oka demiurga Izanagi i wyznaczona przez niego do panowania na Wysokiej Równinie Niebios (Takama-ga-hara). Imię jej oznacza „Świecąca na Niebie”; jest ona uosobieniem słońca. Uważa się ją za bezpośrednią protoplastkę rodu cesarskiego. Zesłała swojego prawnuka Ninigi na ziemię do Japonii celem ustanowienia cesarstwa japońskiego. Głównym chramem Amaterasu jest Ise-jingū (prefektura Mie), gdzie jest czczona w „przybytku wewnętrznym” (Naikū). Symbolem bogini jest lustro.
Ame-no-Koyane – bóg niebiański, który towarzyszył „niebiańskiemu wnukowi” Ninigi w wyprawie na ziemię. Uważany za protoplastę rodu Fujiwara.
Amenominakanushi (Ame-no-minaka-nushi-no-kami) – jedno z trzech bóstw, które wyłoniły się jako pierwsze „w czasie, gdy powstawały niebo i ziemia”. Dwa pozostałe to (według Kojiki) Takamimusubi i Kamimusubi. Amenominakanushi uważany jest przez niektórych teologów za "boga początku", centralne bóstwo panteonu.
Amenouzume – bogini znana z wesołego usposobienia. Poślubiona bogu Sarutahiko, dała początek rodowi mimów. Uważana jest za prekursorkę tańców hieratycznych kagura. Łączy się ja często z kultami fallicznymi. W ikonografii bywa przedstawiana jako towarzyszka siedmiu bogów szczęścia.
Benten (Benzaiten) – bogini zaliczana do zespołu siedmiu bogów szczęścia. Opiekunka urody, bogactwa i muzyki. Uważana jest za córkę boga mórz. Jej wysłannikiem jest biały wąż.
Bishamon (Bishamonten) – jeden z siedmiu bogów szczęścia. Opiekun bogactwa. Przejęty został z mitologii buddyjskiej, gdzie występuje jako strażnik północny Waiśrawana. Przedstawiany jest w zbroi i w hełmie. W jednej ręce trzyma dzidę, w drugiej złotą pagodę.
Daikokuten – jeden z siedmiu bogów szczęścia. Jego specjalnością jest pomnażanie bogactwa tych, którzy oddają mu cześć. Wyobrażany jest jako mężczyzna siedzący na dwóch workach z ryżem i z jednym workiem zarzuconym na plecy. W prawej dłoni trzyma "młotek szczęścia", palce lewej ma zaś ułożone w figę, co jest symbolem aktu płciowego. Jego wysłannikiem jest biały szczur.
Daruma – indyjski mnich uważany za prekursora zen. Legenda mówi, że przybył z Indii do Chin w V lub VI w. Nie wszyscy badacze uznają go jednak za postać historyczną. Figurki wyobrażające Darumę uważane są za talizman przynoszący szczęście.
Ebisu – jeden z siedmiu bogów szczęścia. Opiekun kupców, rybaków i rolników. Według niektórych podań jest on nieudanym dzieckiem pary demiurgów spławionym przez niezadowolonych rodziców w koszyku na morze. Przedstawiany jest jako roześmiany człowieczek z wędką w ręce i rybą pod pachą.
Fukurokuju – jeden z siedmiu bogów szczęścia. Opiekun bogactwa i długowieczności. Przedstawiany jest jako osobnik z nienaturalnie wydłużoną czaszką, w ręce trzyma laskę i zwoje tekstów. Jego wysłannikiem jest biały żuraw.
Hachiman – bóg wojny. Bardzo popularne w Japonii bóstwo, utożsamiane z cesarzem Ōjinem, który według „świętych ksiąg” panował w latach 201–310.
Hotei – zwany także „śmiejącym się Buddą”, jeden z siedmiu bogów szczęścia. Patron artystów, rzemieślników, kupców i gejsz. Przedstawiany pod postacią grubego, śmiejącego się mnicha z workiem wypełnionym przeróżnymi skarbami.
Inari – jedno z najpopularniejszych w Japonii bóstw, „obradzające ryżem”. Pod tym imieniem czczone są na terenie całego kraju lokalne bóstwa rolnicze. Chramy i kapliczki Inari charakteryzują się występującymi w nich postaciami lisów, które uważane są za wysłanników Inari.
Izanami i Izanagi – para demiurgów, która zrodziła wyspy japońskie, a następnie licznych bogów. Izanami umarła przy porodzie boga ognia Kagutsuchi, odeszła do kraju ciemności, gdzie odszukał ją Izanagi. Nie udało mu się jednak zabrać jej z powrotem do krainy żywych. Po powrocie z krainy umarłych powołał do życia boginię Amaterasu, bogów Susanoo i Tsukiyomi oraz wiele innych bóstw.
Jimmu tennō – cesarz uważany za pierwszego ziemskiego władcę Japonii. Syn Hikonasatakeugayafukiaezu i Tamayori. Jego imię to Kamu-yamato Iware-hiko. Nihongi podaje, że w 667 r. p.n.e. wyruszył z Kiusiu na podbój centralnej Japonii. Po kilku latach akcji pacyfikacyjnej, założył stolicę w Kashiharze i w 660 r. p.n.e. przyjął tam tytuł cesarza.
Jizō – bodhisattwa (jap. bosatsu) buddyjski, spopularyzowany jako opiekun dzieci, podróżnych, ciężarnych kobiet oraz ludzi znajdujących się w niebezpieczeństwie. W okolicach rolniczych uważany za bóstwo opiekujące się plonami. Na wsiach identyfikowany bywa z lokalnymi bóstwami płodności. Wyobrażany jest jako mnich o łagodnej twarzy. Przydrożne posągi Jizō niejednokrotnie ubierane są w fartuszki, śliniaczki i czapeczki, a przed nimi układa się piramidki z kamieni.
Jurōjin – jeden z siedmiu bogów szczęścia, taoistyczny pustelnik uosabiający długowieczność. Wyobrażany bywa jako sędziwy starzec z laską, do której przywiązany jest zwój. Czasem towarzyszy mu czarny jeleń, będący symbolem długowieczności.
Kannon – buddyjski bodhisattwa Awalokiteśwara, spirytualny syn buddy Amidy. Do Japonii przybył z Chin, gdzie czczony jest pod żeńską postacią Guanyin – bogini miłosierdzia. W Japonii na wizerunkach ma cechy mieszane – na jednych bardziej przypomina mężczyznę, na innych – kobietę. Uzasadnieniem tego faktu ma być założenie, że bodhisattwa (jap. bosatsu) stoi na takim stopniu doskonałości, na którym sprawy płci nie mają znaczenia. Kannon ma być opiekunką wszystkich ludzi potrzebujących pomocy, zwłaszcza chorych, słabych, ubogich oraz kobiet w ciąży. Wskazuje drogę do wyzwolenia i aby skutecznie wypełniać swoją misję potrafi przybierać trzydzieści trzy różne osobowości. Do najczęściej spotykanych wyobrażeń należą: Shō-Kannon, Jūichimen-Kannon (Kannon o Jedenastu Twarzach) oraz Senju-Kannon (Tysiącoręka Kannon).
Kappa – ziemno-wodne stworzenia, niewielkiego wzrostu (około metra), na plecach posiadają żółwie skorupy, a na głowach wgłębienie, w którym znajduje się płyn umożliwiający im przebywanie pod wodą. Ich twarze są połączeniem pyszczków małpy i kota. Ręce i nogi wyglądają, jak żabie, zakończone są pazurami. Kappy są złośliwe i lubią porywać ludzi w głębiny.
Ningyo – syreny płaczące perłami. Stworzenia ziemno-wodne, życzliwe ludziom. Zjedzenie mięsa ningyo ma zapewniać wieczną młodość.
Ninigi – prawnuk bogini Amaterasu zesłany przez nią na ziemię w celu przejęcia władzy w Japonii. Zstąpił z Wysokiej Równiny Niebios na górę Takachiho na Kiusiu.
Okame – postać czczona jako „bogini wielorakiego szczęścia”. Opiekunka młodych małżeństw i kobiet w ciąży, ale pomocna też w innych sytuacjach życiowych. Wyobrażana jako osoba o białej twarzy zwężającej się w skroniach, z wydętymi policzkami, drobnymi ustami i wąskimi oczami. Jej wizerunki sprzedawane są jako talizmany przynoszące szczęście.
Ōkuninushi – według licznych zapisów w „świętych księgach” syn lub potomek w dalszym pokoleniu Susanoo. Rządził w prowincji Izumo do czasu zejścia na ziemię Ninigi, któremu dobrowolnie oddał władzę.
Oni – diabły, demony. Najczęściej spotykaną odmianą są półnagie osobniki z rogami na głowie. Mają szerokie paszcze i spiczaste uszy. W rękach mają widły, czasem „młotek szczęścia”. Ich charaktery bywają bardzo różne – od krwiożerczych po łagodne i śmieszne.
Pan-ko-si – postać pierwszego człowieka oparta na analogicznej postaci o imieniu Pwan-ku pochodzącej z mitologii chińskiej.
Sannyoshin – żeńskie bóstwa morskie: Tagiri, Tagitsu, Ichikishima. Rzadko występują pojedynczo. Zazwyczaj czczone pod wspólnym imieniem Sannyoshin. Liczne chramy budowane są zazwyczaj nad morzem, zwłaszcza w rejonie Morza Wewnętrznego. Ichikishima bywa utożsamiana z Benten.
Sarutahiko – bóg o czerwonej twarzy, przeraźliwie długim nosie i oczami jak lustra. Małżonek bogini Amenouzume. Czczony często w chramach Inari.
Sennin – nieśmiertelni mędrcy posiadający nadprzyrodzone moce.
Shichi-fukujin – siedmioro bogów szczęścia. Synkretyczny zespół, w skład którego wchodzą: Benten, Daikoku, Bishamon, Ebisu, Fukurokuju, Hotei i Jurōjin. Ich wizerunki uważane są za talizmany zapewniające powodzenie w życiu.
Sukunabikona – bóstwo niewielkiego wzrostu, zaprzyjaźnione z Ōkuninushi. Opiekun lekarzy, zielarzy i farmaceutów. Wskazuje ludziom lecznicze właściwości gorących źródeł, specjalizuje się w wynajdywaniu różnych leków. Najczęściej czczony w chramach Ōkuninushiego.
Sumiyoshi Sanjin – zbiorowe imię trzech bóstw (Uwatsutsunoo, Nakatsutsunoo, Sokotsutsunoo) zrodzonych przez Izanagiego w czasie jego ablucji po ucieczce z Krainy Ciemności. Bóstwa morskie, ich kult jest szczególnie silny wzdłuż wybrzeży Morza Wewnętrznego.
Susanoo – bóg wiatru i burzy zrodzony z nosa Izanagiego; dziki z wyglądu i charakteru. Za obrażenie bogini Amaterasu skazany został na banicję z Wysokiej Równiny Niebios i zszedł na ziemię w Izumo. Zabił ośmiogłowego potwora Yamata no Orochi i ocalił życie pięknej Kushiinadzie, z którą się ożenił. Mieli syna – Ōkuninushi. Przekazał mu władzę nad rejonem Izumo a sam się usunął. Czczony jest na terenie całej Japonii, często jako bóstwo morza.
Tamayori – córka władcy oceanów, matka pierwszego cesarza Jimmu.
Tengu – długonose gobliny popularne w folklorze. Są mściwe i krwiożercze, chętnie mieszają się w sprawy ludzi i popierają rozlew krwi. Potrafią unosić się w powietrzu i stawać się niewidzialnymi.
Tenjin – Michizane Sugawara, erudyta z IX w., czczony jako bóg nauki, poezji i kaligrafii.
Tennin (Tennyo) – istoty niebiańskie płci żeńskiej przejęte z folkloru hinduistycznego. Opiekunki artystów. Wyobrażane są jako zwiewne postacie unoszące się w powietrzu i rozsiewające kwiaty.
Toyouke – bogini obfitego pożywienia. Występuje pod wieloma imionami (Ukemochi, Ukanomitama, Ōketsuhime, Wakamusubi i inne). Bywa utożsamiana z Inari.
Tsukuyomi – bóg księżyca zrodzony z prawego oka Izanagiego. Naraził się siostrze Amaterasu i został przez nią wygnany, dlatego słońce i księżyc nie spotykają się na niebie.
Yamato Takeru – legendarny bohater narodowy, syn legendarnego cesarza Keikō. Walczył z barbarzyńcami na wschodzie (Kantō) i na południu (Kiusiu). Dokonał wielu wspaniałych czynów; poświęcone mu chramy noszą nazwę Ōtori.